# Johan Marin
Johan Marin (Manizales, Caldas, Colombia; 8 de octubre de 1989) es un futbolista colombiano. Juega de mediocampista,delantero extremo y actualmente se encuentra sin equipo.

## Clubes
| Club              | País     | Año         |
| ----------------- | -------- | ----------- |
| Alianza Petrolera | Colombia | 2009        |
| Once Caldas       | Colombia | 2010 - 2011 |
| Unión Magdalena   | Colombia | 2011        |
| Once Caldas       | Colombia | 2012        |

## Palmarés

### Campeonatos nacionales
| Título              | Club        | País     | Año  |
| ------------------- | ----------- | -------- | ---- |
| Torneo Finalización | Once Caldas | Colombia | 2010 |